# 7287 Йококураяма
7287 Йококураяма (7287 Yokokurayama) — астероїд головного поясу, відкритий 10 листопада 1990 року.
Тіссеранів параметр щодо Юпітера — 3,192.
Названо на честь Йококураями (яп. よこくらやま(横倉山) йококураяма).